# ماهی پرنده (صورت فلکی)
ماهی پرنده (به انگلیسی: Volans) که یکی از صور فلکی بسیار جنوبی است و یکی از بیست صورت فلکی می‌باشد که توسط پیتر دریکسزون کیسر(به انگلیسی: Pieter Dirkszoon Keyser) و فردریک د هاتمن(به انگلیسی: Frederick de Houtman) در بین سالهای ۱۵۹۵ تا ۱۵۹۷ به وجود آمد.